# Estadi Ali Sami Yen
L'Estadi Ali Sami Yen (en turc Ali Sami Yen Stadyumu) era un estadi de futbol de la ciutat d'Istanbul, Turquia.
Fins que no es va inaugurar el Türk Telekom Arena, va ser la seu del club Galatasaray SK i porta el nom del fundador del club Ali Sami Yen. Té una capacitat per a 24.000 espectadors (tots asseguts) i està situat al barri de Mecidiyeköy del districte de Şişli, al costat europeu de la ciutat d'Istanbul.
Entre 1921 i 1939, el Galatasaray i dos altres clubs d'Istanbul, Beşiktaş JK i Fenerbahçe SK, jugaven els seus partits a l'històric Estadi Taksim. L'estadi fou demolit el 1939 i reemplaçat pel parc Taksim (Taksim Gezi Parkı) als anys 40 i 50. El Galatasaray començà a construir un nou estadi el 1943 i inaugurat el 1945. Això no obstant, els treballs de construcció continuaren fins que fou completat el 1964. L'enllumenat fou afegit el 1965, renovat el 1993.